# DeJuan Collins
Pour les articles homonymes, voir Collins.
DeJuan Collins, né le 20 novembre 1976 à Youngstown, dans l'Ohio, est un joueur américain de basket-ball. Il évolue au poste de meneur.

## Palmarès
- Vainqueur de la Coupe de Russie de basket-ball 2013
- Vainqueur de l'EuroChallenge 2012-2013